# Billie Myers
Billie Myers, née à Coventry le 14 juin 1971 d'un père jamaïcain et d'une mère anglaise, est une auteur-compositeur-interprète pop-rock.

## Discographie
- Growing, Pains (1998)
- Vertigo (2000)
- Tea & Sympathy (2009)